# Roelandt Savery
Pour les articles homonymes, voir Roelandt et Savery.
Roelandt Savery, né à Courtrai en 1576 et enterré le 25 février 1639 à Utrecht, est un peintre, dessinateur et graveur maniériste tardif des Pays-Bas espagnols du Siècle d'or néerlandais. Il est l'un des premiers artistes à avoir figuré le « portrait » d'un animal isolé et semble bien être le créateur des bouquets comme genre de peinture en 1603.

## Biographie
Roelandt Savery nait dans la ville flamande de Courtrai, fils de Maerten Jaquesz Sayery († 1601) et de Catelijne van der Beecke († 1586). Comme tant d'autres artistes, il appartient à une famille anabaptiste qui fuit lors de la guerre de Quatre-Vingts Ans vers le nord des Pays-Bas méridionaux occupés par la monarchie catholique espagnole lorsque Roelant a environ 4 ans et s'installe à Haarlem vers 1585. 
Son frère aîné Jacob Savery (1565-1603), qui est aussi le maître de Joos Goemare, jeune Courtraisien qui épouse Marie, la sœur de Roelandt et de Jacob, et Hans Bol lui apprennent la peinture.
Après sa scolarité, il se rend à Prague vers 1604, où il devient peintre de cour des empereurs du Saint-Empire romain germanique qui ont fait de leur cour un centre d'art maniériste. Au service d'abord de Rodolphe II, il étudie sa ménagerie d'animaux exotiques; à la cour, il est en compagnie d'Anselme Boece de Boodt (1550-1632). Il peint des pélicans, des autruches, des chameaux, et même le dodo, animal éteint. Il est le premier peintre flamand à peindre des animaux isolés. Entre 1606 et 1608, il se rend au Tyrol pour étudier les plantes. Gillis d'Hondecoeter devient son élève. À la mort de Rodolphe II, il se met au service de l'empereur Matthias Ier (1557-1619) en qualité de « peintre de chambre » et le suit à Vienne, Salzbourg, Munich et Brixen. 
Avant 1616, Roelandt Savery retourne à Amsterdam et vit dans la Sint Antoniesbreestraat. En 1618, il est à Haarlem et en 1619 à Utrecht, où il rejoint la guilde de Saint-Luc un an plus tard. Son neveu Jan devient son assistant le plus important. Il connait un succès considérable, même si son style est alors quelque peu daté. En 1626,  il peint un tableau commandé par la ville, avec « toutes les bêtes de l'air et de la terre » en cadeau pour Amalia van Solms, princesse d'Orange ; il reçoit pour cela le paiement de 700 florins.
Il passe à Utrecht les vingt dernières années de sa vie.
En 1621, il achète une grande maison dans la Boterstraat. La maison a un grand jardin avec des fleurs et des plantes, où un certain nombre de collègues peintres, comme Adam Willaerts, sont des visiteurs fréquents. Il a gardé sa maison à Amsterdam, et fait baptiser un enfant à la Nieuwe Kerk d'Amsterdam.
Il est ami avec des peintres de natures mortes comme Balthasar van der Ast et Ambrosius Bosschaert. Dans les années 1620, il est l'un des peintres les plus prospères d'Utrecht, mais plus tard, sa vie est troublée, peut-être à cause d'une forte consommation d'alcool. Bien qu'il ait des élèves jusqu'à la fin des années 1630, parmi lesquels Allaert van Everdingen et Roelant Roghman, il fait faillite en 1638 et meurt à Utrecht six mois plus tard.
Selon le biographe Arnold Houbraken, qui fait de Guilliam van Nieuwelandt l'un de ses élèves, Roelandt Savery serait mort fou.

## Style et thèmes

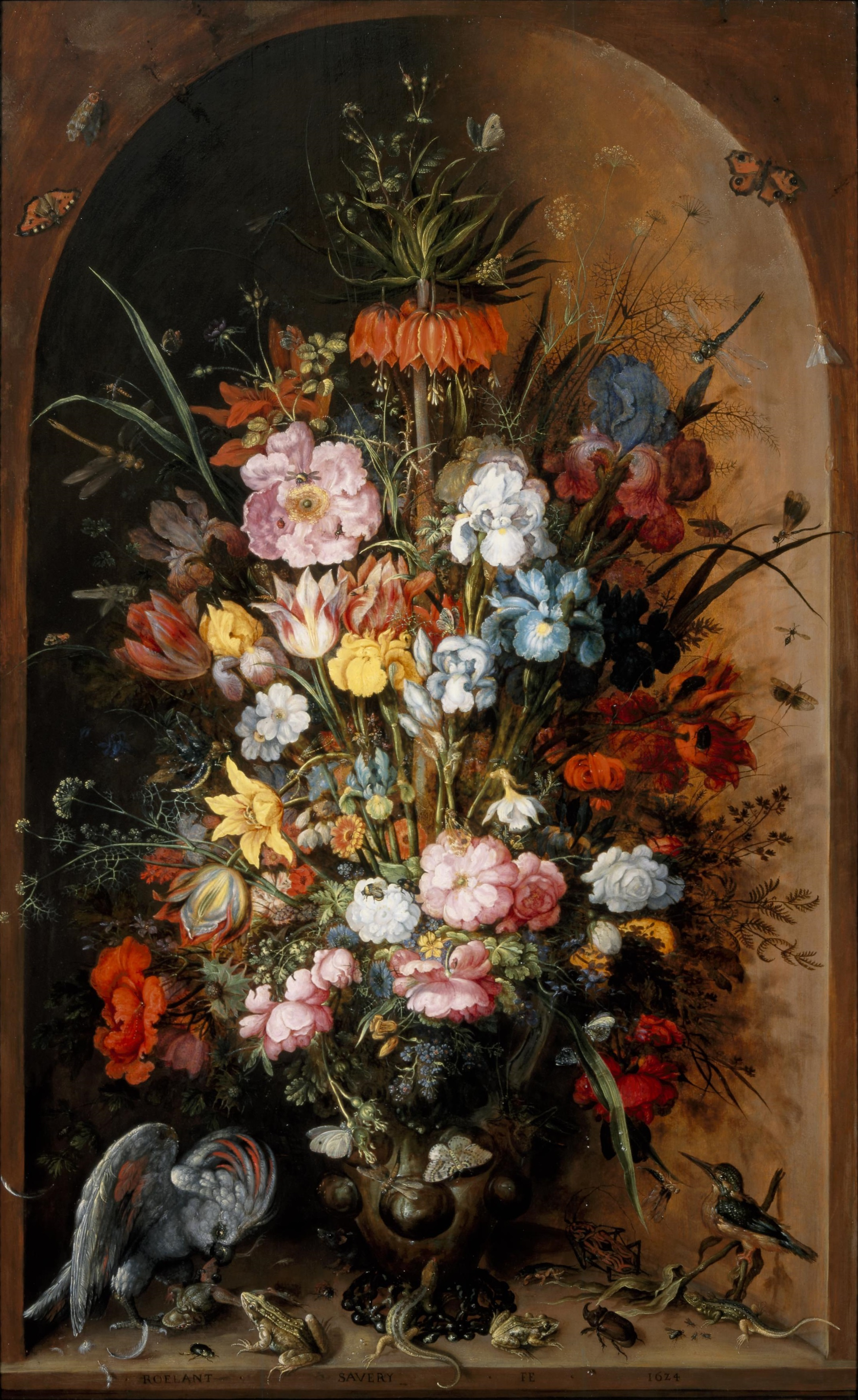
Nature morte, le plus grand tableau qu'il ait jamais réalisé, avec quarante-quatre espèces différentes d'animaux et soixante-trois espèces de fleurs,, 1624.

Roelandt Savery a principalement peint des paysages dans la tradition flamande de Gillis van Coninxloo, souvent agrémentés de nombreux animaux et plantes méticuleusement peints, avec un thème mythologique ou biblique, parfois en arrière-plan, comme les représentations du paradis, Noé et les animaux de l'arche ou Orphée charmant les animaux. Il a également peint plusieurs natures mortes de fleurs, des bouquets dans des niches en pierre, parfois avec des lézards comme Fleurs aux deux lézards (Centraal Museum, Utrecht), des insectes ou des pétales tombés, qui sont considérés comme son meilleur travail.
Bien que tant sur le plan thématique que dans la technique picturale assez fine et la coloration, il se rapproche clairement de Jan Brueghel l'Ancien, qui n'est que de huit ans son aîné, il reste influencé toute sa vie par le goût maniériste tardif de Rodolphe II et de la cour de Prague. Cela se traduit, entre autres, par une préférence pour les formes décoratives tordues et un certain penchant pour l'excentrique, l'étrange ou le « décalé ». En conséquence, il ne peint pas non plus des paysages tout à fait réalistes, mais fantastiques avec des effets de lumière et d'ombre remarquables et recherchés, parfois spectaculaires. L'insertion d'une sorte de ruine de temple peut être considérée comme presque caractéristique. Avec ses animaux, il n'atteint pas toujours le réalisme de Jan Brueghel, mais ses représentations d'oiseaux sont très bonnes.
Avec ses peintures de fleurs, Roelandt Savery est l'un des meilleurs premiers représentants de ce type de nature morte en tant que genre artistique indépendant. Formellement et stylistiquement, elles se situent entre Jan Brueghel, que Savery rejoint dans la délicatesse et la poésie du dessin pictural sans tout à fait l'atteindre, et Ambrosius Bosschaert, avec qui il partage le choix de présenter parfois ses bouquets dans une niche. Les bouquets de fleurs de Savery montrent également une légère tendance vers un style un peu maniéré, un peu « décalé ». Dans l'une de ses pièces florales, le Bouquet du Liechtenstein de 1612 (musée Liechtenstein, Vienne) , il représente une branche d'une rose double jaune à trois fleurs, ou un bourgeon, un détail apparemment étrange puisque les prétendues roses anciennes n'existaient de son temps que dans une gamme de couleurs entre le blanc, le rose et le pourpre ; la rose jaune représentée par Savery est probablement l'une des premières représentations de la Rosa hemisphaerica, dite aussi « rose soufrée », qui ne fut connue en Europe qu'en 1601 par Charles de L'Écluse, soit d'une extrême rareté à l'époque,.
Son style de peinture unique, lié au maniérisme alors dominant, a été très apprécié des collectionneurs et se retrouve dans de nombreux musées en Europe et en Amérique du Nord. Ses dessins préparatoires sont également très appréciés.
Il a également eu une certaine influence sur des peintres comme Esaias van de Velde l'Ancien, Johannes Bosschaert et Jacob Marrel.
Il signe ses toiles « Roeland ( t ) ».

### Dodos

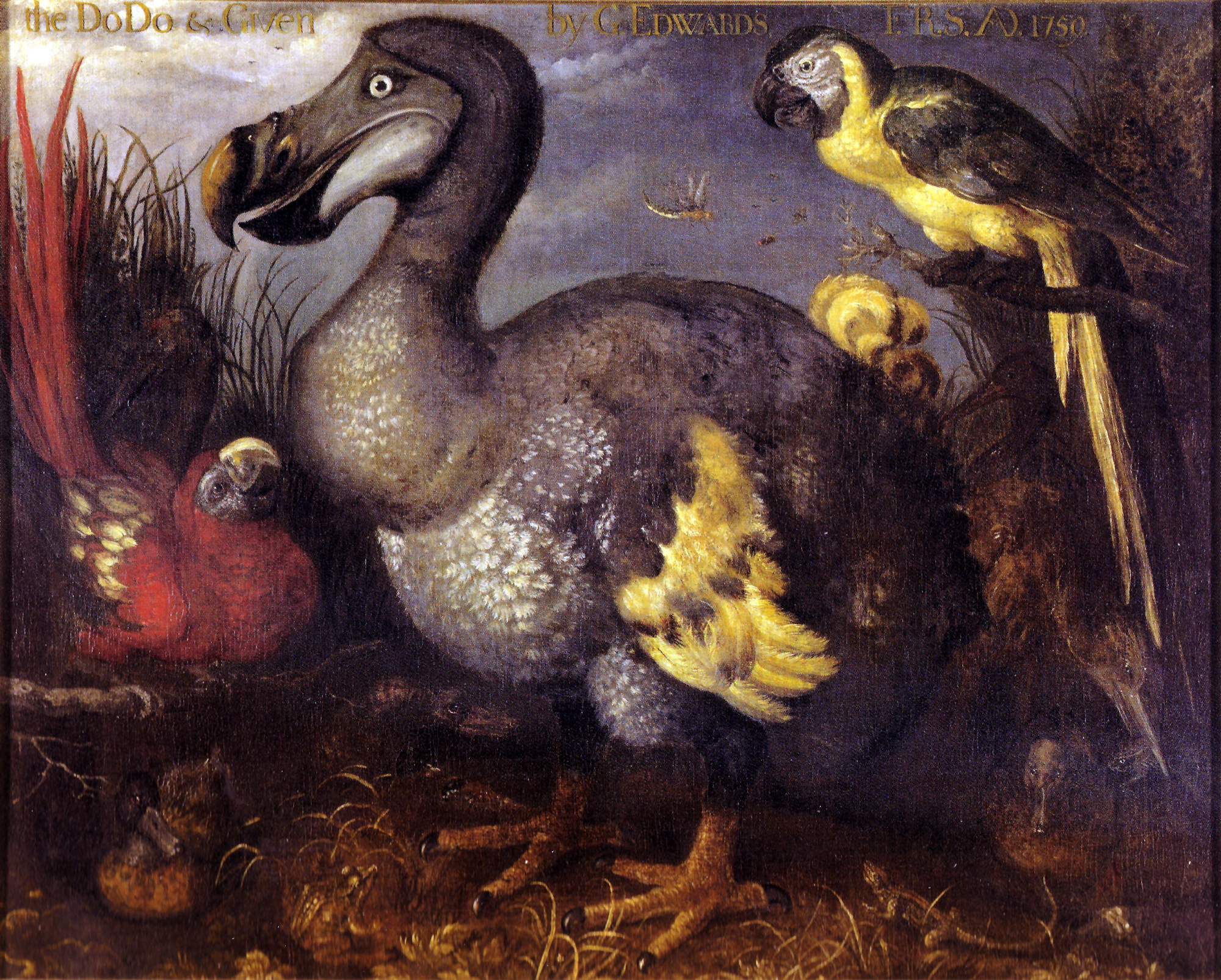
Dodo d'Edwards.

Parmi ses œuvres les plus connues figurent plusieurs représentations du dodo aujourd'hui disparu, peintes entre 1611 et 1628. Son neveu Hans alias Jan Savery est également connu pour ses peintures du dodo (dont une célèbre illustration de 1651 actuellement conservée au musée d'histoire naturelle de l'université d'Oxford), qu'il a probablement copiée de l'œuvre de son oncle.
Il est l'illustrateur le plus prolifique et le plus influent du dodo, ayant réalisé au moins dix représentations, le montrant souvent dans les coins inférieurs. Une de ses peintures célèbres de 1626, maintenant surnommée Dodo d'Edwards car elle appartenait autrefois à l'ornithologue George Edwards, qui l'a ensuite donnée au British Museum, est depuis devenue l'image standard d'un dodo (musée d'histoire naturelle de Londres).

## Sélection d'œuvres

### Peintures
- Allemagne
  - Orphée charmant les animaux dans un paysage, huile sur bois, 40,6 × 54,3 cm, musées d'État de Berlin, Berlin ;

- Belgique
  - Anvers, Maison Snijders&Rockox : Paysage avec animaux sauvages ;
  - Anvers, musée royal des Beaux-Arts :
    - Oiseaux (1618), huile sur bois, 35 × 47 cm ;
    - Le Paradis terrestre .

  - Bruges, Musée Groningue : Paysage boisé avec vaches et chèvres (1616)
  - Bruxelles, musées royaux des Beaux-Arts : Paysage avec animaux (vers 1618), huile sur bois, 60 × 80,5 cm.
  - Courtrai, musée Broel :
    - Paysage forestier avec des singes (vers 1609), huile sur bois, 51,5 × 47 cm ;
    - Paysage avec des bœufs (vers 1622), huile sur toile, 71 × 90 cm ;
    - Deux Chevaux et des Palefreniers (1628), huile sur bois, 36 × 62,5 cm ;

  - Gand, musée des Beaux-Arts :
    - Pêcheurs d'écrevisses (1608), huile sur panneau, 38 × 34 cm[17] ;
    - Paysage avec autruche (1625), huile sur toile 28 × 47 cm
    - Bison attaqué par des chiens (1626)[18]

- États-Unis
  - Paysage avec la Tentation de Saint Antoine (1617), acquis par le J. Paul Getty Museum en 2009 ;

- France
  - Carpentras, musée Comtadin-Duplessis : Embarquement sur l'arche de Noé, huile sur bois ;
  - Cassel, musée de Flandre :  Paysage avec un château animé de personnages, huile sur bois, 42 × 64 cm ;
  - Chartres, musée des Beaux-Arts : Paysage de neige au moulin à vent (attribution), huile sur toile, Pays-Bas vers 1600 (inv. 13904) ;
  - Grenoble, musée : Chasse au cerf dans une forêt, huile sur toile, 90 × 79 cm ;
  - Lille, palais des Beaux-Arts : Bouquet de fleurs (vers 1610), huile sur bois, 26,6 × 18,4 cm[19] ;
  - Montauban, musée Ingres-Bourdelle : Orphée charmant les animaux, huile sur bois (ancienne collection personnelle d'Ingres) ;
  - Reims, musée des Beaux-Arts : Noé remerciant Dieu d'avoir sauvé la Création (1620-1625), huile sur bois, 66,4 × 112 cm[20] ;
  - Strasbourg, musée des Beaux-Arts : Paysage de forêt avec animaux.

- Pays-Bas
  - Paysage paradisiaque (vers 1625-1630), peinture à l'huile sur panneau, 68 × 103,5 cm, Maastricht, Bonnefantenmuseum (prêt à long terme Instituut collectie Nederland)[21] ;
  - Un jeune Coq, huile sur bois, 49,5 × 43,5 cm, signé, musée Boijmans van Beuningen, Rotterdam[22] ;
  - Une petite poule, huile sur bois, 47 × 42,5 cm, signé, musée Boijmans van Beuningen, Rotterdam[22] ;

- Collections privées
  - Les Animaux sortant de l'Arche de Noé (1619) – vendue 736 000 € en juin 2004 ;
  - Une grue couronnée, huile sur bois, 37,1 × 27,4 cm[23] ;
  - Paysage forestier avec du bétail et un château à l'arrière-plan, huile sur bois, 54 × 86,4 cm[24].

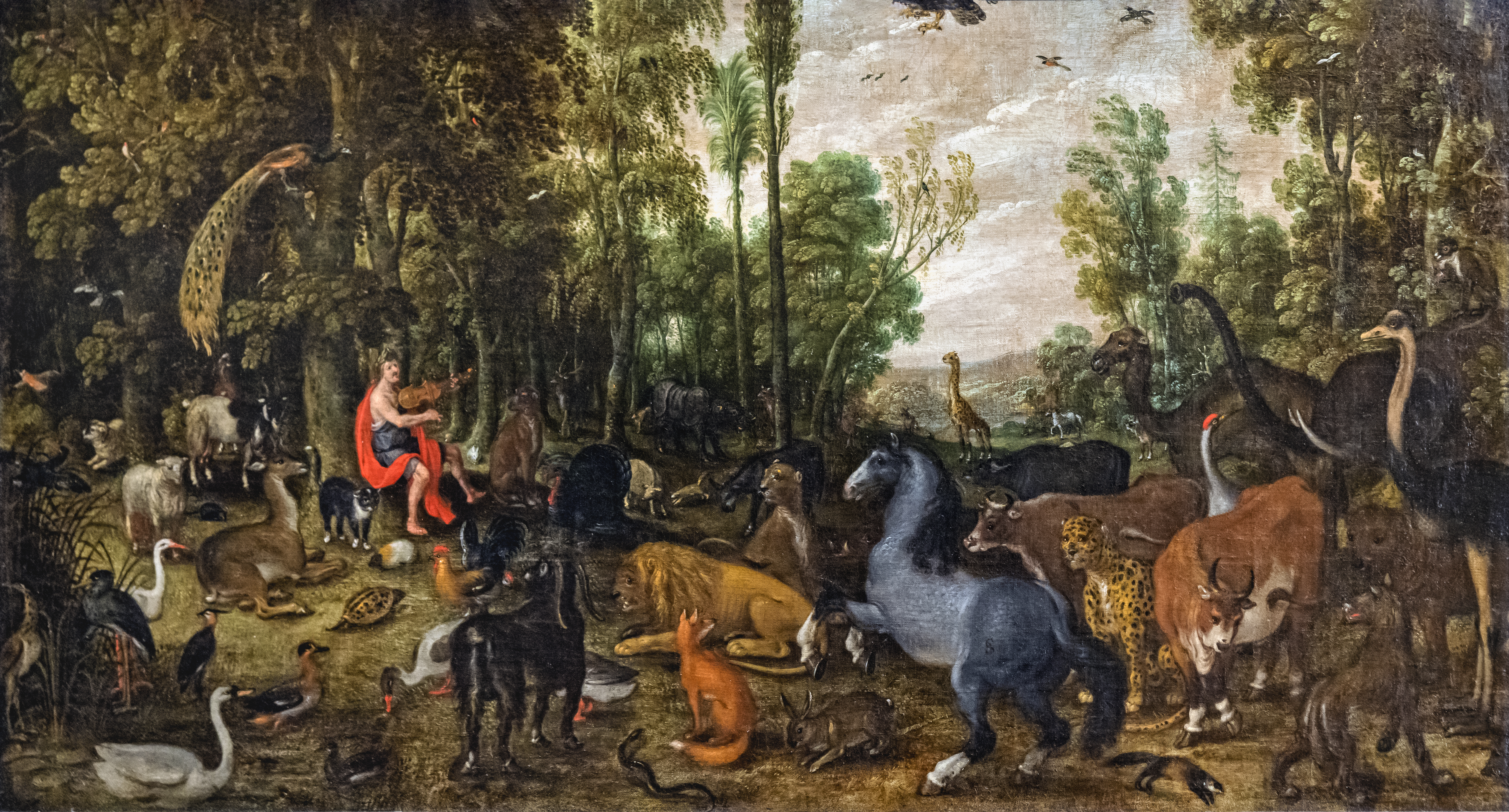
Orphée charmant les animaux Musée Ingres-Bourdelle.
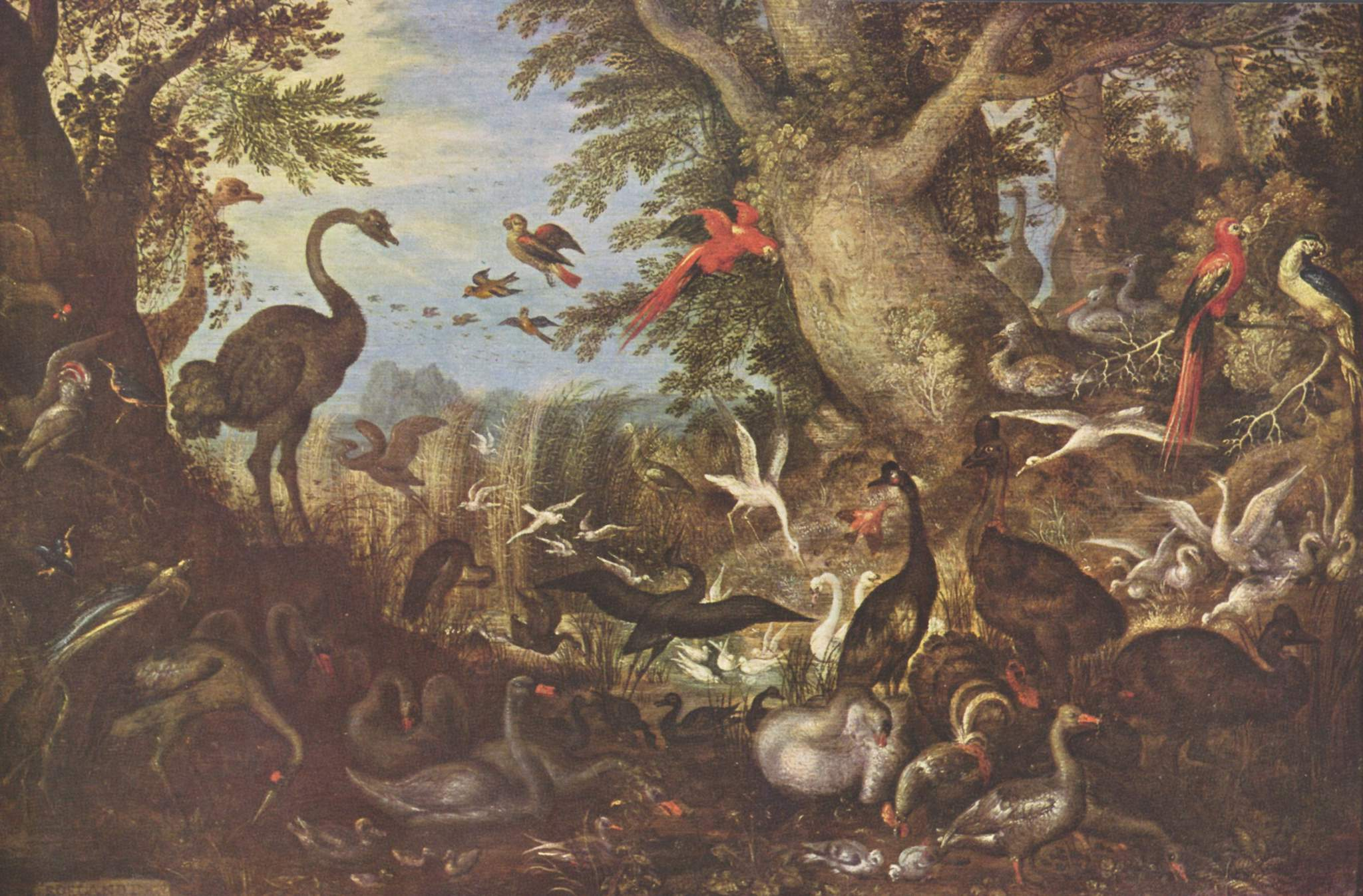
Oiseaux dans un paysage.
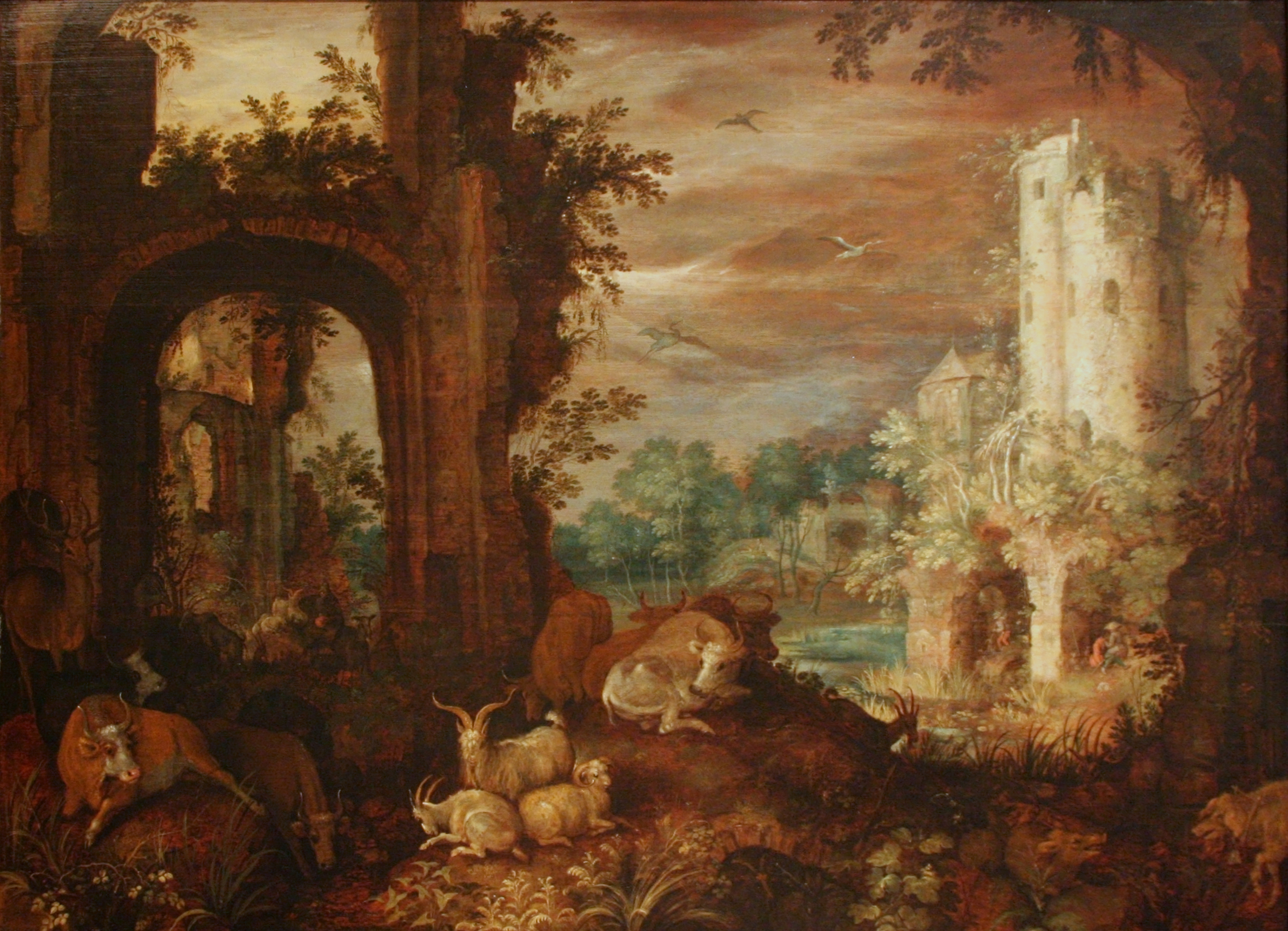
Troupeaux dans les ruines Grand Curtius, Liège.
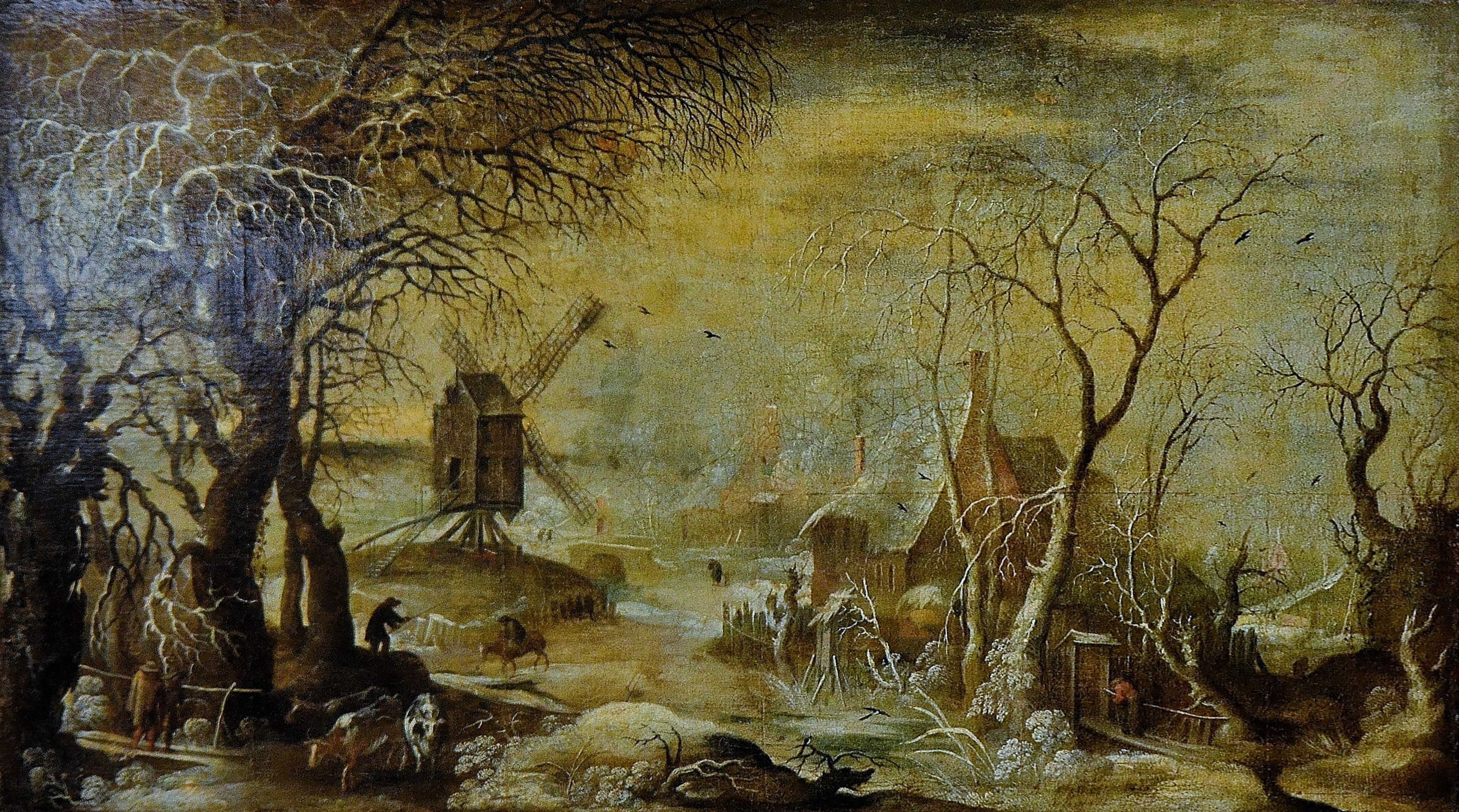
Paysage de neige au moulin à vent, vers 1600, musée des Beaux-Arts de Chartres.

### Dessins

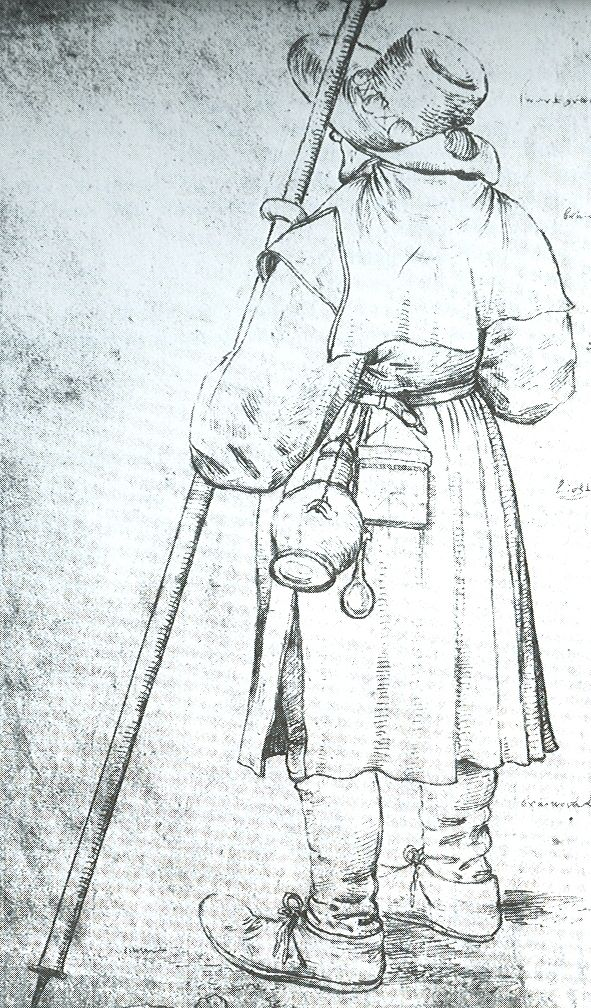
Paysan debout vu de dos, « Sur le vif » v. 1605-1610, Rotterdam.

Le corpus d'une vingtaine de dessins naer't leven (« Sur le vif ») v. 1605-1610, forme un groupe de huit dessins, précédemment attribué à Pierre Bruegel l'Ancien.
- Museum Boijmans Van Beuningen
  - Paysan debout vu de dos (19,3 × 12,4 cm)
  - Paysan vu demi-face (19,4 × 14 cm)
  - Deux Paysans debout (17,6 × 12,9 cm)
  - Deux Mendiants et une Coiffure de Femme (15,5 × 20,7 cm)
  - Trois Paysans (15,3 × 20 cm)
- Beaux-Arts de Paris
  - Moulin au bord de la Vltava près de Prague, pinceau, aquarelle (0,230 x 0,357 m), inv. n°Mas. 582[26],[27].
  - Voyageur devant une maison, pierre noire grasse et léger lavis de sanguine sur trace de pointe sèche (0,177 x 0,141 m), inv. n°Mas. 2187[28],[29].